# Encyclopædia Universalis
Encyclopædia Universalis é uma enciclopédia de língua francesa publicada pela editora de mesmo nome desde 1960. A totalidade de suas edições conta com a contribuição de mais de 7000 autores diferentes, sendo atualmente a maior enciclopédia de língua francesa do mundo.
Em 1995 se tornou a primeira enciclopédia europeia a ser disponibilizada em formato digital, e desde 1999 passou a estar acessível também na internet. Atualmente a sua versão impressa é pouco produzida e de fato a maior parte de sua receita vem das versões digitais-online.